# Султану
Султану (рум. Sultanu) — село у повіті Димбовіца в Румунії. Входить до складу комуни Вішинешть.
Село розташоване на відстані 84 км на північний захід від Бухареста, 23 км на північний схід від Тирговіште, 60 км на південь від Брашова.

## Населення
За даними перепису населення 2002 року у селі проживали 398 осіб, усі — румуни. Усі жителі села рідною мовою назвали румунську.